# 高橋恭介
高橋 恭介（たかはし きょうすけ、1974年8月21日 - ）は、日本の政治活動家、起業家。自由民主党千葉県第14区支部長。株式会社あしたのチーム創業者。株式会社給与アップ研究所代表取締役社長。

## 来歴

### 出生・幼少期
千葉県鎌ケ谷市にて誕生。両親と2つ上の兄がひとりの4人家族だったが、のちに長女と次女が生まれ6人家族となる。
妹が2人生まれたことをきっかけに千葉県柏市に転居。いわゆる大家族の分類であり、どちらかというと貧しく家族旅行や外食した経験もほとんどないことを明らかにしている。

### 中学・高校・大学時代
中学時代は文武両道で、スポーツは野球に打ち込み、学級委員長や生徒会副委員長も務め、充実した中学時代を送っていたという。1990年には市内で最も偏差値の高かった進学校である船橋高校に入学。ただ４人兄妹でお金もかかっていたこともあり、塾に通う希望が叶わず、それを機にアルバイトに明け暮れる日々を送り始める。高校時代は勉強をあまりしなかったことで現役での大学進学は叶わず、翌年の1993年4月に東洋大学経営学部に入学。大学時代も家庭教師のアルバイトに明け暮れ、1年の留年期間を経て1999年卒業。サラリーマン時代1999年4月、大手金融機関グループの興銀リース株式会社（現みずほリース株式会社）に入社。営業と財務を経験するも、仕組み化された大企業では自身の成長の限界を感じ、リスクの高い、スタートアップ企業への転職を決意。
2002年、ブライダルジュエリー店「アイプリモ」を国内外約1,000店舗展開するプリモ・ジャパン株式会社に入社。プリモ・ジャパンでは将来の起業を目的に、平社員から始まり、入社1年後には取締役、2年後には副社長に就任。2007年からは台湾法人の社長として台湾No.1ブランドへの成長を遂げる。取締役就任時は多額の赤字状態だったものの、社内体制を見直し「人事評価制度」の構築を図ることで結果として黒字に転換させた。この時に構築した人事評価制度は、現在もそのまま使われているという。

### 起業家時代
プリモ・ジャパンの経営立て直しの際に「人事評価制度」の重要度を強く感じたことをきっかけに、2008年9月25日、人事評価制度を商材とする株式会社あしたのチームを創業。設立10日前の2008年9月15日に起きたリーマンショックの影響で、厳しいスタートを切っている。
起業した2年後の2010年6月30日に父が他界し、父が経営していた千葉県習志野市本大久保にある株式会社常翔印刷を事業継承。
自身の会社は、2008年のリーマンショック、2011年の東日本大震災の影響もあり、2014年頃まで赤字が続いていた。2014年の第二次安倍政権の政策の影響により有効求人倍率が上がった結果、社会的に人手不足が発生。「人が採用できない」、「優秀な人が辞めていく」というニーズと人事評価制度が合致し、自身の会社が急成長を遂げる。
全国47都道府県に拠点を開設し、アジア4ヵ国に現地法人を設立。中小企業約4,000社の賃上げに貢献。
2018年、株式会社あしたのチームを売却し、本格的に政治家を目指す活動を始める。
2021年1月に株式会社給与アップ研究所を創業し、代表取締役社長に就任。

### 政治家を志してから現在まで
2016年、経営者繋がりで親交のあった元榮太一郎（弁護士ドットコム創業者）が千葉県で自由民主党から立候補し、国会議員になる。これを間近で見て、目標にしていた政治家を本格的に目指すようになる。
2021年10月、第49回衆議院議員総選挙で自民党南関東ブロックの比例代表候補者として公認を得たが落選。
2023年、千葉14区習志野市/船橋市東部の新しく誕生した選挙区の支部長に就任。2024年10月の第50回衆議院議員総選挙の結果は落選。

### そのほか
2020年7月25日にリリースされた、日本プロ野球球団 読売ジャイアンツに所属する坂本勇人選手のテーマソングである「カンジルママニ(#6 ver.)」の作詞を手がける。このテーマソングは現在も坂本選手のテーマソングとして使用されている。

## 人物
- 趣味は読書、将棋、野球
- 好きな食べ物はとんかつ、海苔、ラーメン
- 好きな言葉は情けは人の為ならず、幸福の神様には前髪しかない

## 著作
- 『「社員を大切にする会社」の人事評価』PHP研究所 2013年
- 『会社選びの新基準』学研プラス 2015年
- 『新版　「社員を大切にする会社」の人事評価』PHP研究所 2016年
- 『あなたの給与は3割上がる!』きこ書房 2016年
- 『人事評価制度だけで利益が3割上がる!』きこ書房 2017年
- 『なぜあの会社の社員は、「生産性」が高いのか?』フォレスト出版 2017年
- 『あしたの履歴書――目標をもつ勇気は、進化する力となる』ダイヤモンド社 2017年
- 『人が辞めない会社がやっている「すごい」人事評価』アスコム 2017年
- 『あしたのリーダーたち なぜこの会社に人は集まるのか』クロスメディア・パブリッシング 2017年
- 『覚悟の人生 人事評価産業を創る起業家』幻冬舎 2018年
- 『マンガでわかる ウチの会社っていい会社？ダメな会社？　新しい働き方と会社の選び方』アスコム 2018年
- 『4倍速で成果を出す「チームリーダー」の仕事術』PHP研究所 2019年

## 選挙歴
| 当落 | 選挙                   | 執行日         | 年齢 | 選挙区             | 政党       | 得票数    | 得票率 | 定数 | 得票順位 /候補者数 | 政党内比例順位 /政党当選者数 |
| ---- | ---------------------- | -------------- | ---- | ------------------ | ---------- | --------- | ------ | ---- | ------------------ | ---------------------------- |
| 落   | 第49回衆議院議員総選挙 | 2021年10月31日 | 47   | 比例南関東ブロック | 自由民主党 | ――票      | ――     | 22   | /                  | 12/9                         |
| 落   | 第50回衆議院議員総選挙 | 2024年10月27日 | 50   | 千葉県第14区       | 自由民主党 | 5万1723票 | 23.55% | 1    | 2/4                | 15/7                         |